# Madí

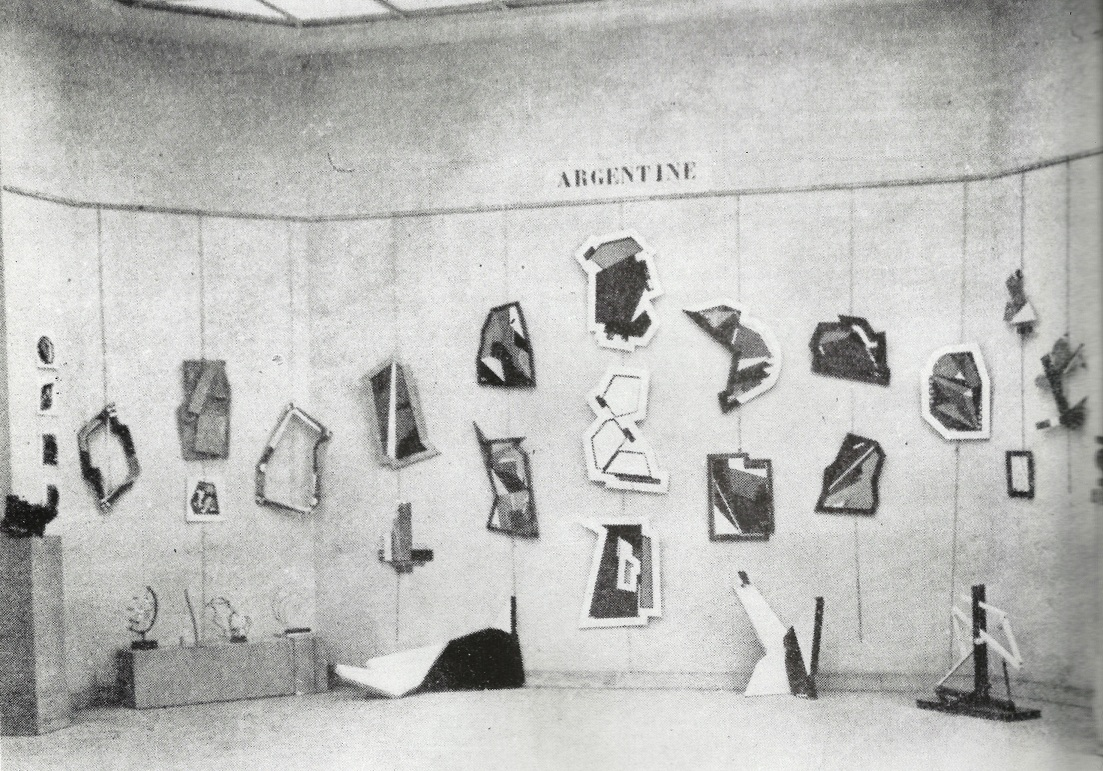

El movimiento Madí es una corriente derivada del arte abstracto e iniciado en 1947, en el Río de la Plata, por los artistas uruguayos Carmelo Arden Quin (artista plástico y escritor), Rhod Rothfuss (artista plástico) y por el artista oriundo de la desaparecida Checoslovaquia y nacionalizado argentino Gyula Kosice.
Es una propuesta para todas las ramas del arte (dibujo, pintura, escultura, música, literatura, teatro, arquitectura, la danza, etc.) basada en llevar al extremo los conceptos de "creación" e "invención", con el fin de liberar la creación artística de las limitaciones "externas" a la obra misma y expandir todas las posibilidades que derivan de la continuidad de la obra de arte de la privacidad.

## Características principales
Este movimiento tiene como base corrientes artísticas y progresos científicos; se considera el resultado de una evolución estética-artística-científica. Este arte elimina cualquier referencia con la realidad y todas semejanzas con las formas naturales. Permite liberar los sentidos.

### La vanguardia de los 40 - la abstracción rioplatense
Movimiento Madí formó parte, junto a la Asociación Arte Concreto-Invención y el Perceptismo, del capítulo de la abstracción rioplatense que a partir de 1944 desarrolló una avalancha programática en contra de la representación, la expresión de tradición romántica, incluyendo el surrealismo, y en particular frente a las restricciones impuestas por el formato del cuadro a la pintura. Todo esto se tradujo en exposiciones, publicaciones, manifiestos y, polémicas que propiciaron divisiones y enfrentamientos irreductibles. 
En 1944 apareció la revista Arturo y las exposiciones tituladas "Arte Concreto Invención y Movimiento de Arte Concreto Invención". Ambas organizadas en la casa del psicoanalista Pichón Rivière y de la fotógrafa Grete Stern, respectivamente, en 1945, donde hubo una «audición de música y danzas elementaristas». De las mismas se desprendieron el movimiento Madi, la Asociación Arte Concreto Invención, y luego el Perceptismo fundado por Raúl Lozza.
En el Manifiesto de 1946, Kosice reconocía al arte Madí como “una organización de elementos propios de cada arte en su continuo”. Esta idea de “zona artística abierta” implicaba a su vez el abarcamiento de varios campos expresivos al mismo tiempo. Una prueba de esto vendrían a ser las primeras exposiciones Madí realizadas en 1946 en el Instituto Francés de Estudios Superiores, donde se exhibieron manifiestos, pinturas, esculturas, poemas, maquetas arquitectónicas sumadas a audiciones de música y espectáculos de danza. Madí ostentaba, además de énfasis en la pluralidad de expresiones, una actitud libre, lúdica, con acentos puestos en el movimiento. Al enfrentarse a lo estático del arte concreto, el grupo se destacó por la realización de piezas cuyas estructuras formulaban un intento por neutralizar las diferencias entre pintura y escultura. Los conceptos de "invención" como método estético en el arte y de "marco recortado o irregular" serían fundamentales para caracterizar al movimiento y son probablemente sus aportes más originales. 
Estos artistas proponían ya no “representar” sino “presentar” a la obra de arte como un objeto en sí mismo, con sus elementos propios, sin referencia a otra realidad más que a la suya propia. Rompieron con el marco regular del cuadro y su tradición de "ventana" desde la cual mirar el mundo. Las diferencias internas de los artistas del Grupo Arturo se centraron en el tema del cuadro como «forma propia» o «recortado» (que posteriormente sería el «shaped canvas» norteamericano de la década del 60), pero también respecto del dilema entre rigor científico y sensibilidad. Arden Quin introdujo la transformación mediante el agregado de partes móviles en sus esculturas, que por deslizamiento podían cambiar los centros de gravedad compositivos. El dinamismo es virtual en sus pinturas cóncavo-convexas y de marco irregular y se convierte en real en los móviles y pinturas articuladas. Las investigaciones de Rhod Rothfuss seguían la línea de los problemas planteados por el marco recortado. Escribe y experimenta sobre los efectos visuales de la superposición y de la yuxtaposición de figuras y de las tensiones provocadas por su interacción. 
El madismo evolucionó el arte constructivista de los años veinte-treinta al arte minimalista, el shaped canvas y el hard hedge de los setenta. Dejando de lado el marco ortogonal clásico, esta corriente se anticipaba en quince años al formalismo norteamericano de un Stella, por ejemplo.

### Madí en el arte geométrico
En la evolución del madismo se encuentra Círculo y Cuadrado, fundado en 1929 por Michel Seuphor y Joaquín Torres-García, que organizó en París, en 1930, la primera gran exposición consagrada al arte abstracto, esencialmente geométrico. En 1934, Torres García (1874-1949) volvió a Montevideo, su ciudad natal. Ese grupo reunió a la mayoría de los grandes creadores del arte abstracto de comienzos del siglo XX (por citar a algunos: Mondrian, Kandinsky, Van Doesburg, Vantongerloo, Arp, Russolo... y, por supuesto, Torres García).
En 1935, Arden Quin (Carmelo Heriberto Alves) asistía a una conferencia dada por Torres García en Montevideo. Lo frecuentará, tendrá acceso a su biblioteca, a las revistas de vanguardia que recibía del mundo entero. En 1938, Quin se instaló en Buenos Aires donde formaría parte de un grupo de pintores y escritores de vanguardia. En 1941, comienza la preparación de la revista Arturo y en 1944 aparece el único número... En 1945, como dijimos antes, se forma el Movimiento de Arte Concreto-Invención, y al año siguiente los animadores de la revista se dividen y Arden, en compañía de Martín Blaszko, Rothfuss y Gyula Kosice, instauran el movimiento Madí. 
Como dice el crítico Jorge López Anaya: "Estos artistas no crean –la creación pertenece al dominio de lo romántico y lo poético–, inventan, como el ingeniero. La obra no es producto de un saber intuitivo, sino el fin de un proyecto, una invención". 
A su vez, la segunda y tercera exposiciones de Madí fueron presentadas en la Escuela Libre de Arte Altamira y en el Bohemien Club de Buenos Aires, en 1946, y en diciembre de ese año la Primera exposición Madí internacional, organizada en la AIAPE (Asociación de Intelectuales, Artistas, Periodistas y Escritores) de Montevideo. La segunda exposición auspiciada por el movimiento fue de carácter individual; estuvo a cargo de Gyula Kosice, quien presentó una serie de piezas y poemas entre las cuales figuran esculturas articuladas, algunas de ellas desarmables, sobrerrelieves y estructuras realizadas en vidrio y en madera. En 1947, el grupo se fragmentó como consecuencia de diferencias entre Arden Quin y Kosice, al publicar este último la revista Arte MadiUniversal y fundar el movimiento Madinmensor. Eitler, Martin e Ignacio Blasko siguieron a Arden Quin, Rothfuss se alió con Kosice. El número 2 de la revista consigna la participación de Madí en el Salon des réalités nouvelles de París, muestra de arte no-figurativo con 260 expositores en representación de 17 países. Encabezado por Kosice y Rothfuss, el envío causó fuerte impresión en la crítica. 
En 1948 aparecen las series de "Formas curvilíneas" y "Coplanals " (pinturas-objetos articulables, transformables). Arden Quin deja Argentina para instalarse en París. A partir de la exposición realizada en el salón de Nuevas Realidades, el arte no figurativo adquirió gran resonancia en Argentina. De 1951 a 1958 se creó un Centro de Investigaciones y Estudios Madistas en el taller parisino de Arden Quin, con la participación de artistas latinoamericanos y franceses (Volf Roitman, Pierre Alexandre, Angela Mazat, Roger Neyrat, Rubén Nuñez, Marcelle Saint-Omer y Georges Sallaz). En Argentina, a partir de los años cincuenta el arte cinético reunió a una nueva generación de artistas que buscaban, retomando los datos de la abstracción geométrica, introducir nociones dinámicas y temporales (Vasarely, Tomasello, Soto, Agam, Morellet, Cruz-Diez...). 
Si bien la energía de Madí y Arte Concreto-Invención había disminuido, encontraron un sucesor en el Grupo Generativo cuyas figuras líderes fueron Eduardo McEntyre y  Miguel Ángel Vidat. Y así el arte geométrico, que no se afianzó en Europa donde había nacido, lo haría en el Río de la Plata. Al parecer, ese era el lugar y el momento histórico oportuno para alcanzar una permanencia y un desarrollo que tampoco obtuvo en los Estados Unidos, hasta la revisión de Reinhard, Newman, Noland y Stella. Ellos serían quienes, bien entrada la década del cincuenta, recogieron los principios correlativos del “shaped canvas” y el “hard Edge”, consolidados años atrás en la Argentina.
El Arte minimalista aparecido en Estados Unidos en 1965 (Dan Flavin, Donald Judd, Sol Lewitt, Carl André, Frank Stella...), con Morellet, en Francia, precedió a este movimiento. Las formas, simplificadas al extremo, ya no llevan indicios de la intervención del artista negando así cualquier subjetividad.

## Origen del término
El origen histórico del término cuya autoría se la adjudicaron, tanto Gyula Kosice como Carmelo Arden Quin, ha estado en discusión. Mientras el primero sostenía que provenía del grito de los republicanos españoles "Madrí, Madrí, no pasarán", el segundo afirmaba que se basaba en su nombre: Carmelo Arden Quin: MAdi. En cualquier caso, el término no tenía un significado real y era heredero de los postulados teóricos del arte Madí: inventar y crear. Algunos creen que la palabra "Madí" se conforma por las primeras sílabas de "Materialismo Dialéctico" o un acrónimo de sus conceptos pilares: Movimiento, Abstracción, Dimensión, Invención.

## Artistas destacados
Entre los artistas que integran el Movimiento Madí se encuentran Carmelo Arden Quin, Gyula Kosice, Martín Blaszko, Bolívar Gaudín, Youri Messen-Jaschin, Valdo Longo, Juan Bay, Esteban Eitler, Diyi Laañ, Valdo Wellington, Rodolfo Ian Uricchio, Horacio Faedo, Armando Ramaglia, Alonso de Alba Bessonnier, Lorena Faccio.